# Tommy Hughes (cầu thủ bóng đá, sinh năm 2000)
Thomas Hughes (sinh ngày 28 tháng 10 năm 2000) là một cầu thủ bóng đá người Anh hiện tại thi đấu ở vị trí tiền vệ cho Ipswich Town.

## Sự nghiệp câu lạc bộ
Anh có màn ra mắt câu lạc bộ vào ngày 8 tháng 10 năm 2019 khi vào sân từ ghế dự bị trong chiến thắng 4-0 trước Gillingham ở EFL Trophy. Anh có 3 lần ra sân từ ghế dự bị ở cả EFL Trophy và Cúp FA trong mùa giải. Ngày 12 tháng 6 năm 2020 có thông báo rằng Hughes sẽ kí hợp đồng chuyên nghiệp đầu tiên với Ipswich vào ngày 1 tháng 7 năm 2020, với thời hạn một năm và điều khoản thêm một năm.

## Thống kê sự nghiệp
Tính đến trận đấu diễn ra ngày 20 tháng 11 năm 2019
| Câu lạc bộ          | Mùa giải            | Hạng đấu            | Giải quốc nội | Giải quốc nội | Cúp FA  | Cúp FA    | Cúp EFL | Cúp EFL   | Khác    | Khác      | Tổng    | Tổng      |
| Câu lạc bộ          | Mùa giải            | Hạng đấu            | Số trận       | Bàn thắng     | Số trận | Bàn thắng | Số trận | Bàn thắng | Số trận | Bàn thắng | Số trận | Bàn thắng |
| ------------------- | ------------------- | ------------------- | ------------- | ------------- | ------- | --------- | ------- | --------- | ------- | --------- | ------- | --------- |
| Ipswich Town        | 2019-20             | League One          | 0             | 0             | 1       | 0         | 0       | 0         | 2       | 0         | 3       | 0         |
| Tổng cộng sự nghiệp | Tổng cộng sự nghiệp | Tổng cộng sự nghiệp | 0             | 0             | 1       | 0         | 0       | 0         | 2       | 0         | 3       | 0         |

1. ↑  Số lần ra sân ở EFL Trophy